# Lapsus linguae
 Lapsus linguae  és una locució llatina d'ús actual que significa "error involuntari" o "ensopegada inconscient en parlar".
Gramaticalment, està formada amb el nominatiu de  lapsus,-us  (error) i el genitiu de  lingua,-ae  (llengua). Si es tractés d'un error en escriure seria lapsus calami, (calamus,-i (ploma)).